# Javafarn
Der Javafarn (Leptochilus pteropus, veraltet Microsorum pteropus)
, auch Schwarzwurzelfarn genannt, ist ein amphibisch polymorpher Farn, der der Familie der Tüpfelfarngewächse (Polypodiaceae) zugeordnet wird. Er wird in der Aquaristik gerne eingesetzt, da er gut in Aquarien gedeiht.

## Erscheinungsbild
Dieser Farn entwickelt sich mit einem kriechenden, dicht beschuppten Rhizom. Die sehr harten und bis zu 21 Zentimeter langen Blätter sind verschieden lanzettlich geformt. Der Blattrand ist unregelmäßig gewellt. Bei jungen Blättern ist die Blattspitze gelegentlich durchsichtig, färbt jedoch innerhalb weniger Wochen durch.
Die Sporenbildung findet nur über Wasser statt. Die Sporen bilden sich an der Unterseite der Blätter aus. Die Sporenhäufchen (Sori) erscheinen dabei unregelmäßig, sie sind fast rund und etwa 2 Millimeter groß. Gelegentlich sind sie miteinander verwachsen.

## Varianten
Im Handel werden neben der Art zwei Zuchtsorten angeboten. Die Sorte 'Windelov' ist mit einer Blattlänge von bis zu 15 Zentimeter etwas kleinblättriger. Die Blattspitzen sind verzweigt. Die Sorte 'Tropica' ist mit einer Blattbreite bis 15 und einer Blattlänge bis zu 30 Zentimeter etwas größer. Die Blätter sind fiederteilig tief gebuchtet.
Es gibt aufgrund des weiten Verbreitungsgebietes sehr viele Varianten des Javafarns, die hauptsächlich in Asien sehr beliebt sind. Viele dieser Varianten kann man oft nur über Liebhaber oder spezialisierte Händler bekommen. Einige davon werden sehr gerne für die Gestaltung von Naturaquarien eingesetzt.
So gibt es beispielsweise mehrere „narrow leaf“-Varianten mit schmaleren Blättern und mehrere „needle leaf“-Varianten mit noch schmaleren Blättern (5–7 mm Breite), die jeweils unterschiedliche Blattlängen erreichen. Zudem gibt es eine Variante mit gewellten, in sich gedrehten Blättern („undulata“), die Javafarn-Variante „red“, bei der die jungen Blätter eine rote Färbung aufweisen und die Variation „phillipine“, deren Blätter eine strukturierte, „gehämmerte“ Oberfläche und schmalere Blätter, als die Ursprungsform aufweisen. Außerdem gibt es noch eine breitblättrige Variation (latifolius), deren Blätter eine Höhe von bis zu 40 cm erreichen und deutlich breiter sind als bei der Ursprungsform.
Unter Liebhabern und Sammlern der Varianten des Javafarns und im Handel haben sich Bezeichnungen wie „narrow leaf“, „needle leaf“ usw. etabliert, wodurch die Unterscheidung verschiedener Varianten besonders innerhalb der einzelnen Wuchsformen erschwert wird.
Bekannte Varianten bzw. Zuchtformen des Javafarns sind:
- Leptochilus pteropus „latifolius“

Sehr breitblättrige Wuchsform. Die Blätter dieser Variante können eine Länge von bis zu 40 cm erreichen.
- Leptochilus pteropus „narrow leaf“ oder Leptochilus pteropus „angustifolia“

Die Blätter dieser Variante sind schmaler, als bei der Ursprungsform und werden 10–20 cm lang. In Aquarienkultur wird eine Blattbreite von ca. 1,5 cm erreicht.
- Leptochilus pteropus „needle leaf“

Die Blätter sind je nach Variante 10–20 cm bzw. bis zu 40 cm lang. Die Pflanzen sind ein wichtiger Bestandteil beim Aufbau eines Pflanzen- bzw. Naturaquariums. Es handelt sich um eine sehr gesuchte Aquarienpflanze und da sie kommerziell kaum oder gar nicht gezüchtet wird, ist die Pflanze eine echte Rarität. Oft ist sie nur über Liebhaber und nicht über den Handel zu bekommen. Durch das sehr langsame Wachstum der Pflanze ist eine kommerzielle Zucht jedoch kaum rentabel.
Es soll mindestens zwei „Needle Leaf“-Varianten geben. Beide Varianten haben außerordentlich schmale 5–7 mm breite Blätter.
- Leptochilus pteropus „phillipine“

Die Blätter sind 10–30 cm lang. Durch die sehr strukturierte, „gehämmerte“ Oberfläche und die schmalen Blätter hebt sich diese Variante von der Ursprungsform ab. Die Variante „philippine“ wurde erstmals von Panay durch Carl Christensen nach Europa eingeführt. In der Natur kommt die Pflanze häufig im oder am Brackwasser vor.
- Leptochilus pteropus „red“

Microsorum pteropus „red“ ist eine sehr großwüchsige, breitblättrige Form des Javafarns. Die jungen Blätter haben bei dieser Variante eine braunrote Färbung, die bei den älteren Blättern grün wird. Die Pflanze wird ca. 10–30 cm hoch.
- Leptochilus pteropus „short narrow leaf“

Die Art hat leicht gekräuselte, schmale Blätter und soll unter sehr guten Aquarienbedingungen bis maximal 10 cm hoch wachsen.
- Leptochilus pteropus „trident/fingers“

Die Blattbreite ähnelt der „needle leaf“-Variante. Die Blätter spreizen sich jedoch mehrmals fingerförmig auf.
- Leptochilus pteropus „Tropica“

Die Firma Tropica besitzt einen Sortenschutz für diese Variante. Das bedeutet, dass die Pflanze kommerziell nur unter Lizenz gezüchtet werden darf.
Die Zucht dieser Variante wird durch die Firma Tropica selbst offenbar nicht mehr fortgeführt. Die "Tropica"-Variante des Javafarns erreicht eine Höhe von 15 bis 50 cm. Diese Sorte wächst schnell und ist durch ihre Größe in der Aquaristik nur für große Aquarien zu empfehlen. Die Sorte "Tropica ist durch die typischen Ausbuchtungen der Blätter von der Ursprungsform zu unterscheiden.
- Leptochilus pteropus „undulata“

Bis zu 10–35 cm lang und 5 cm breit werden die Blätter der „undulata“-Variante, die vermutlich aus Thailand stammt. Der Javafarn „undulata“ hat eine relativ große Wuchsform und kann als breitblättrig und buschig bezeichnet werden. Die hellgrünen Blätter sind stark wellig und in sich gedreht. An dieser Variante sollen in Aquarienkultur bisher weder bei emerser noch bei submerser Kultur Sporangien beobachtet worden sein. Dafür bildet diese Variante besonders viele Jungpflanzen an den Blättern aus.
- Leptochilus pteropus „Windelov“

Diese Variante unterliegt wie die „Tropica“-Variante dem Sortenschutz der Firma Tropica. Die „Windelov“-Variante hat geweihartige Blattenden. Die Pflanze erreicht eine Blattlänge von 10 bis 20 cm.

## Verbreitung und Lebensraum
Die Art ist im gesamten tropischen Asien weit verbreitet. Sie wächst in steinigen Flüssen und Bächen, in denen sie zeitweise überflutet steht. Man findet sie unter anderem auch auf den Wurzeln von im Wasser stehenden Pflanzen.

## Aquaristik
Als Sumpfpflanze ist der Javafarn sowohl für Aquarien wie Paludarien geeignet. Sie wird meistens auf Steinen oder Wurzeln gezogen. Im Kies eingepflanzte Pflanzen verkümmern, ihre Rhizome wachsen dort nur schlecht weiter. In Paludarien kann sie jedoch in einem lockeren Bodengrund gehalten werden. Die Pflanze gedeiht am besten bei mittelhartem bis hartem Wasser. In weichem Wasser kann sie auf eine Düngung angewiesen sein. Das Temperaturspektrum reicht von 20 bis 28 Grad Celsius.